# سماق صيني
سماق صيني أو أورام السماق (الاسم العلمي:Rhus chinensis) هو نوع من النباتات يتبع جنس السماق من الفصيلة البطمية.

## معرض صور

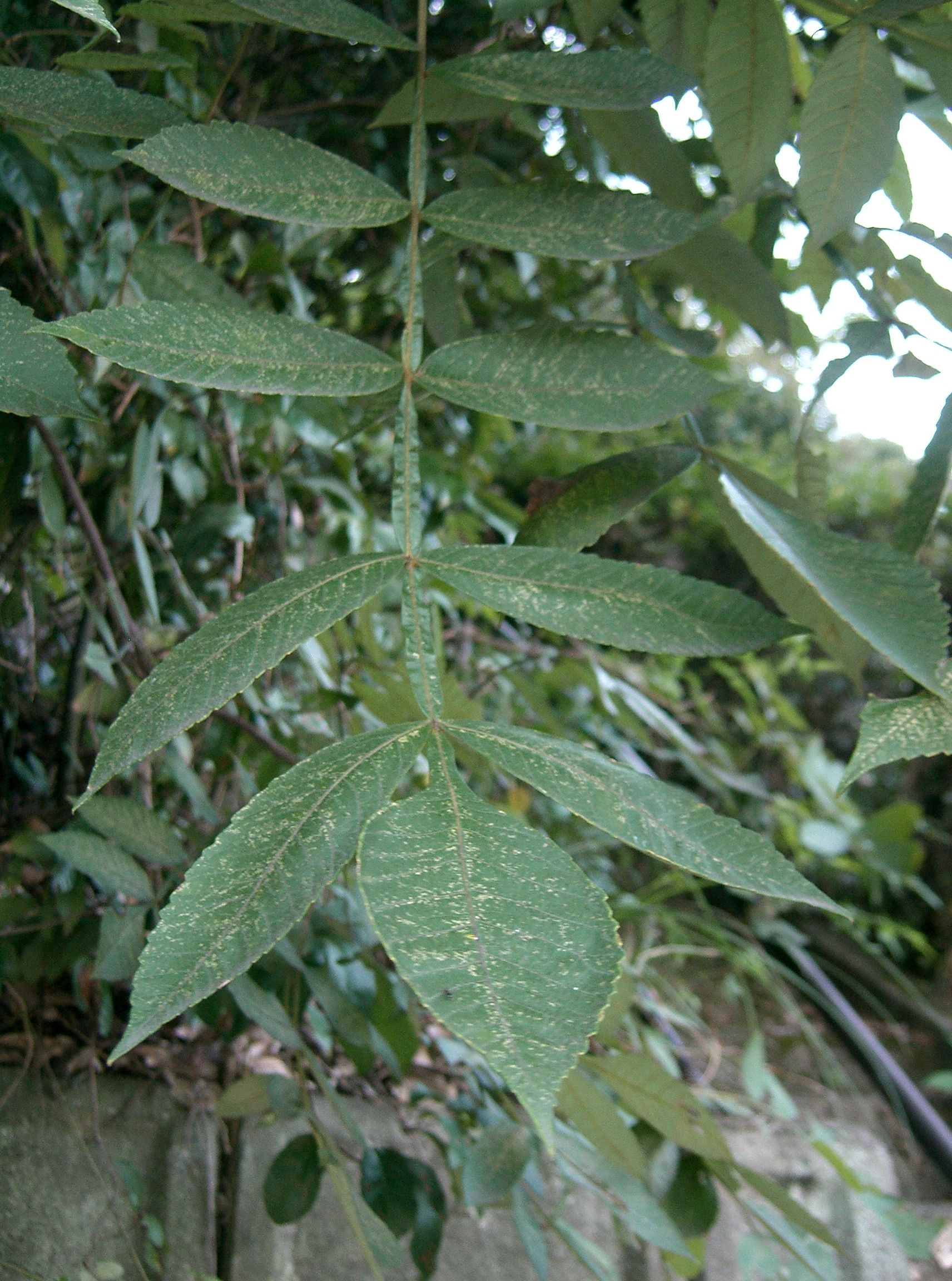
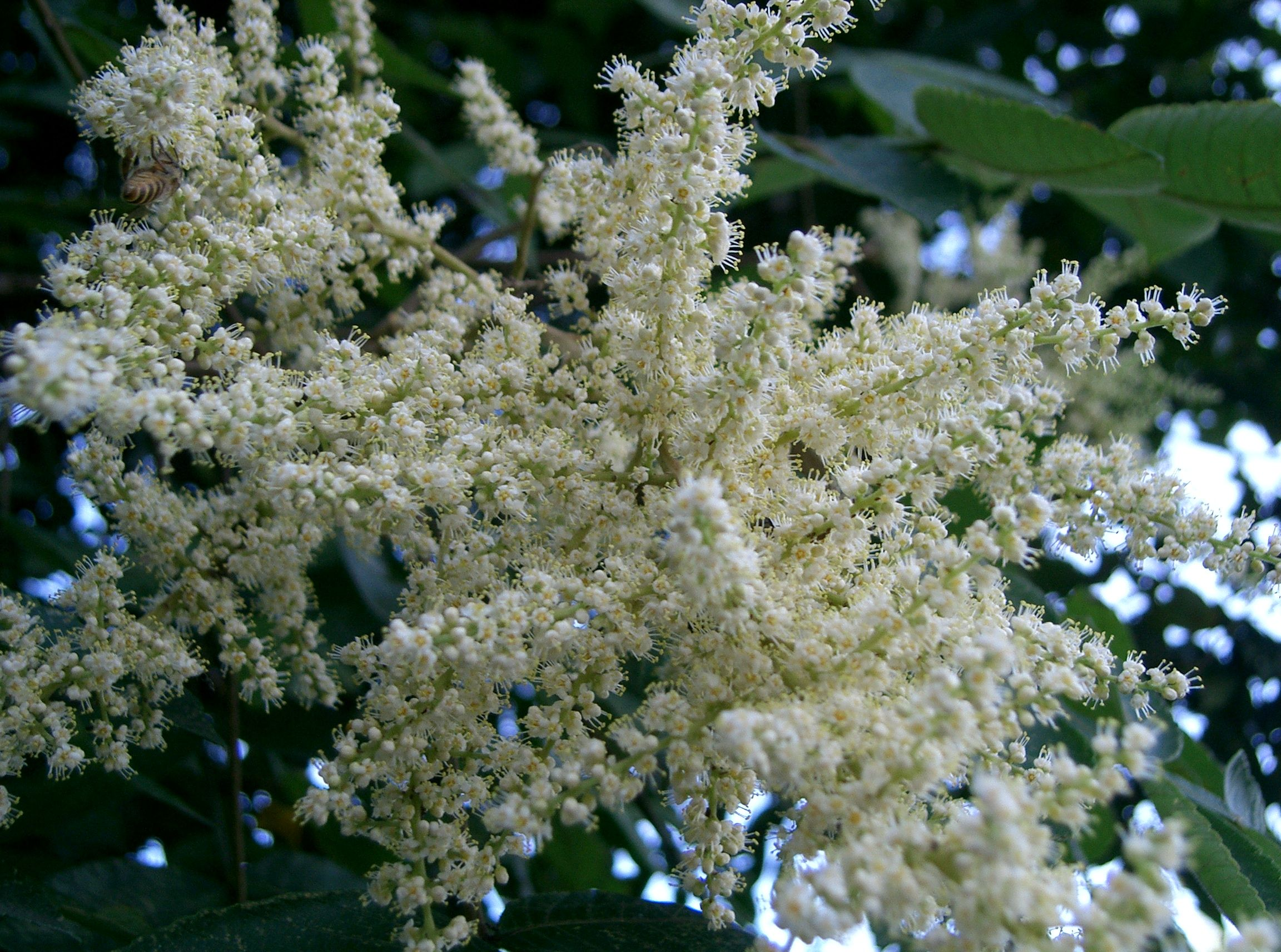
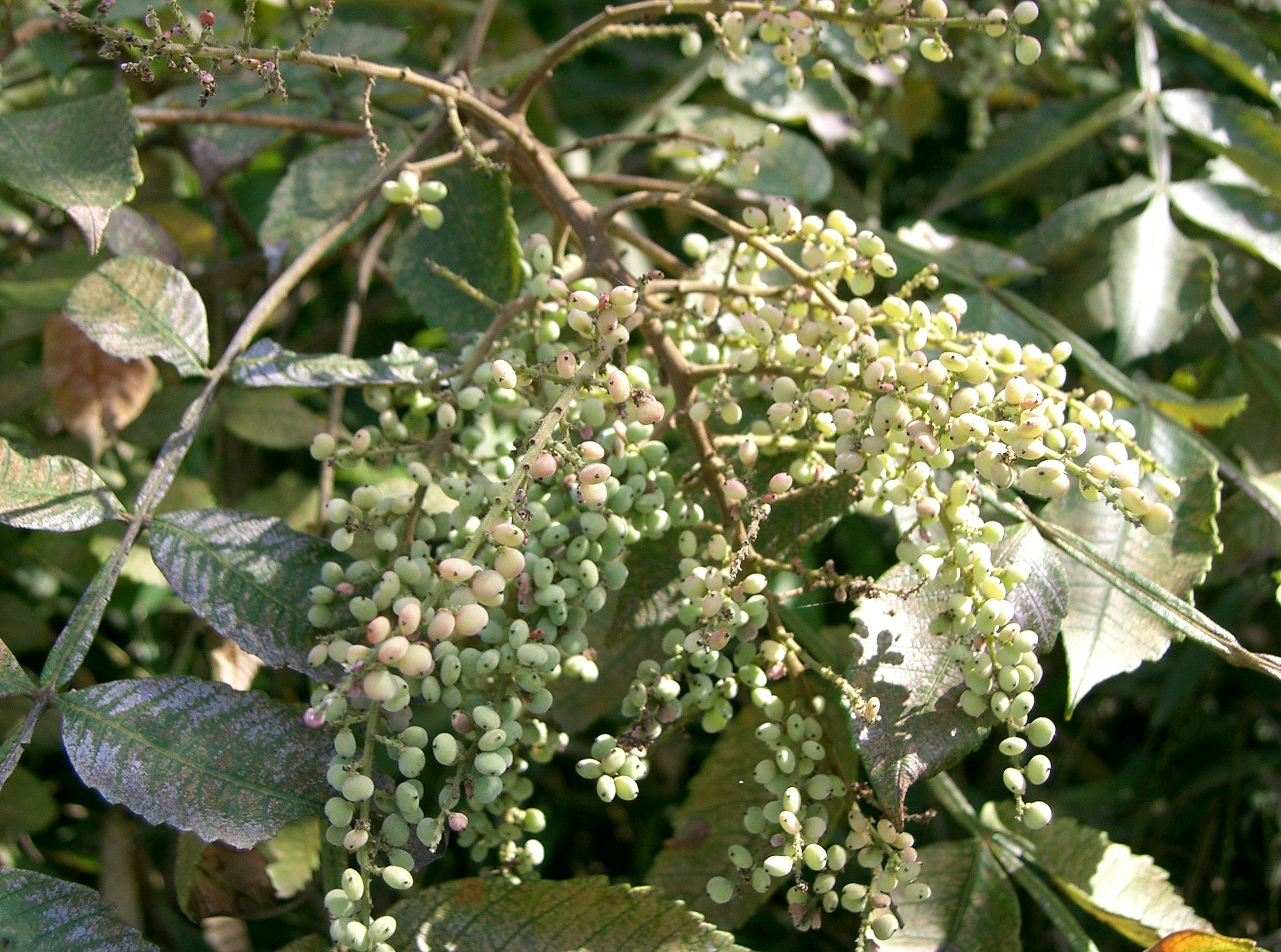
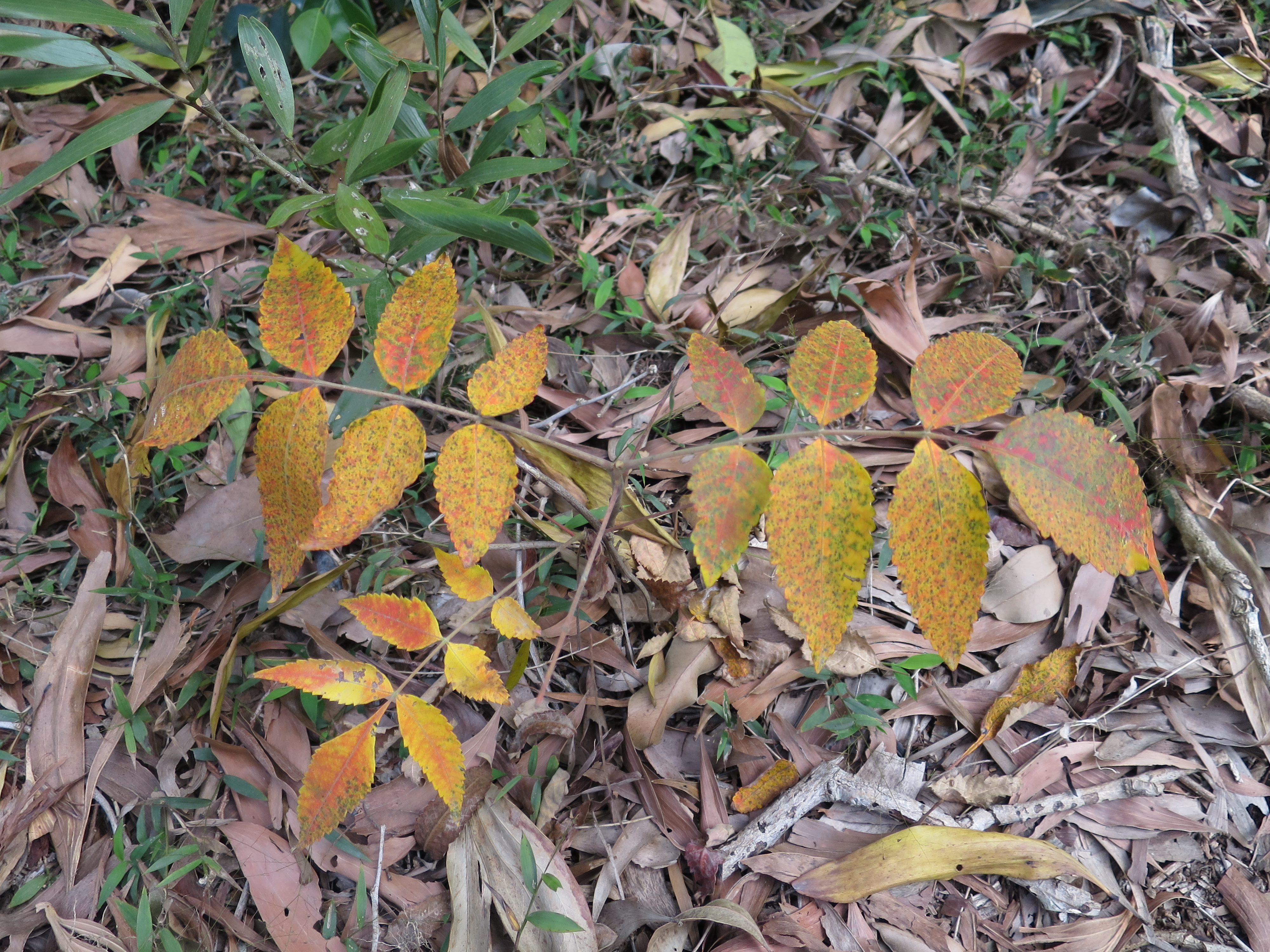